# Mallory Martin
Mallory Martin (Denver, 29 de janeiro de 1994) é uma lutadora americana de artes marciais mistas, atualmente competindo no peso palha do Ultimate Fighting Championship.

## Carreira no MMA

### Ultimate Fighting Championship
Martin foi contratado pelo UFC em dezembro de 2019.
Martin enfrentou Virna Jandiroba, substituindo a lesionada  Livia Renata Souza em 7 de dezembro de 2019 no UFC on ESPN: Overeem vs. Rozenstruik. Ela perdeu por finalização no segundo round.

## Cartel no MMA
| Cartel no MMA   |            |            |
| 12 lutas        | 7 vitórias | 5 derrotas |
| Por nocaute     | 2          | 0          |
| Por finalização | 2          | 2          |
| Por decisão     | 3          | 3          |

| Res.    | Cartel | Oponente           | Método                        | Evento                                   | Data       | Round | Tempo | Local                  | Notas                                 |
| ------- | ------ | ------------------ | ----------------------------- | ---------------------------------------- | ---------- | ----- | ----- | ---------------------- | ------------------------------------- |
| Derrota | 7-5    | Cheyanne Buys      | Decisão (unânime)             | UFC on ESPN: Font vs. Aldo               | 04/12/2021 | 3     | 5:00  | Las Vegas, Nevada      | Luta da Noite.                        |
| Derrota | 7-4    | Polyana Viana      | Finalização (chave de braço)  | UFC 258: Usman vs. Burns                 | 13/02/2021 | 1     | 3:18  | Las Vegas, Nevada      |                                       |
| Vitória | 7-3    | Hannah Cifers      | Finalização (mata leão)       | UFC Fight Night: Smith vs. Rakić         | 29/08/2020 | 2     | 1:33  | Las Vegas, Nevada      | Performance da Noite.                 |
| Derrota | 6-3    | Virna Jandiroba    | Finalização (mata leão)       | UFC on ESPN: Overeem vs. Rozenstruik     | 07/12/2019 | 2     | 1:16  | Washington, D.C.       | Estreia no UFC.                       |
| Vitória | 6-2    | Cynthia Arceo      | Decisão (unânime)             | Invicta FC 38: Murato vs. Ducote         | 01/11/2019 | 3     | 5:00  | Kansas City, Kansas    |                                       |
| Vitória | 5-2    | Micol di Segni     | Decisão (unânime)             | Dana White's Contender Series 25         | 20/08/2019 | 3     | 5:00  | Las Vegas, Nevada      |                                       |
| Vitória | 4-2    | Ashley Nichols     | Nocaute Técnico (cotoveladas) | Invicta FC 31: Jandiroba vs. Morandin    | 01/09/2018 | 3     | 1:05  | Kansas City, Missouri  |                                       |
| Vitória | 3-2    | Linsey Williams    | Finalização (mata leão)       | LFA 38                                   | 27/04/2018 | 2     | 3:18  | Minneapolis, Minnesota |                                       |
| Vitória | -–2    | Tiffany Masters    | Nocaute Técnico (socos)       | Invicta FC 27: Kaufman vs. Kianzad       | 08/01/2018 | 2     | 3:36  | Kansas City, Missouri  |                                       |
| Derrota | 1-2    | Maycee Barber      | Decisão (unânime)             | LFA 22                                   | 08/09/2017 | 3     | 5:00  | Broomfield, Colorado   |                                       |
| Derrota | 1-1    | Sunna Davíðsdóttir | Decisão (unânime)             | Invicta FC 22: Evinger vs. Kunitskaya II | 25/03/2017 | 3     | 5:00  | Kansas City, Missouri  | Estreia no Peso Palha; Luta da Noite. |
| Vitória | 1-0    | Heqin Lin          | Decisão (unânime)             | Kunlun Fight MMA 7                       | 15/12/2016 | 3     | 5:00  | Beijing                | Estreia no Peso Mosca.                |